# Antònia Castellana i Aregall
Antònia Castellana i Aregall (Molins de Rei, 26 de maig de 1950) és una política catalana. Va ser la primera alcadessa de Molins de Rei en època democràtica, en representació del PSUC. Va ocupar el càrrec entre el 1979 i el 1987. Fou una de les 19 primeres dones alcaldesses de la democràcia. Durant el franquisme, havia participat en moviments estudiantils, socials, veïnals, obrers, culturals i polítics.